# St. Antonius von Padua (Hergensweiler)

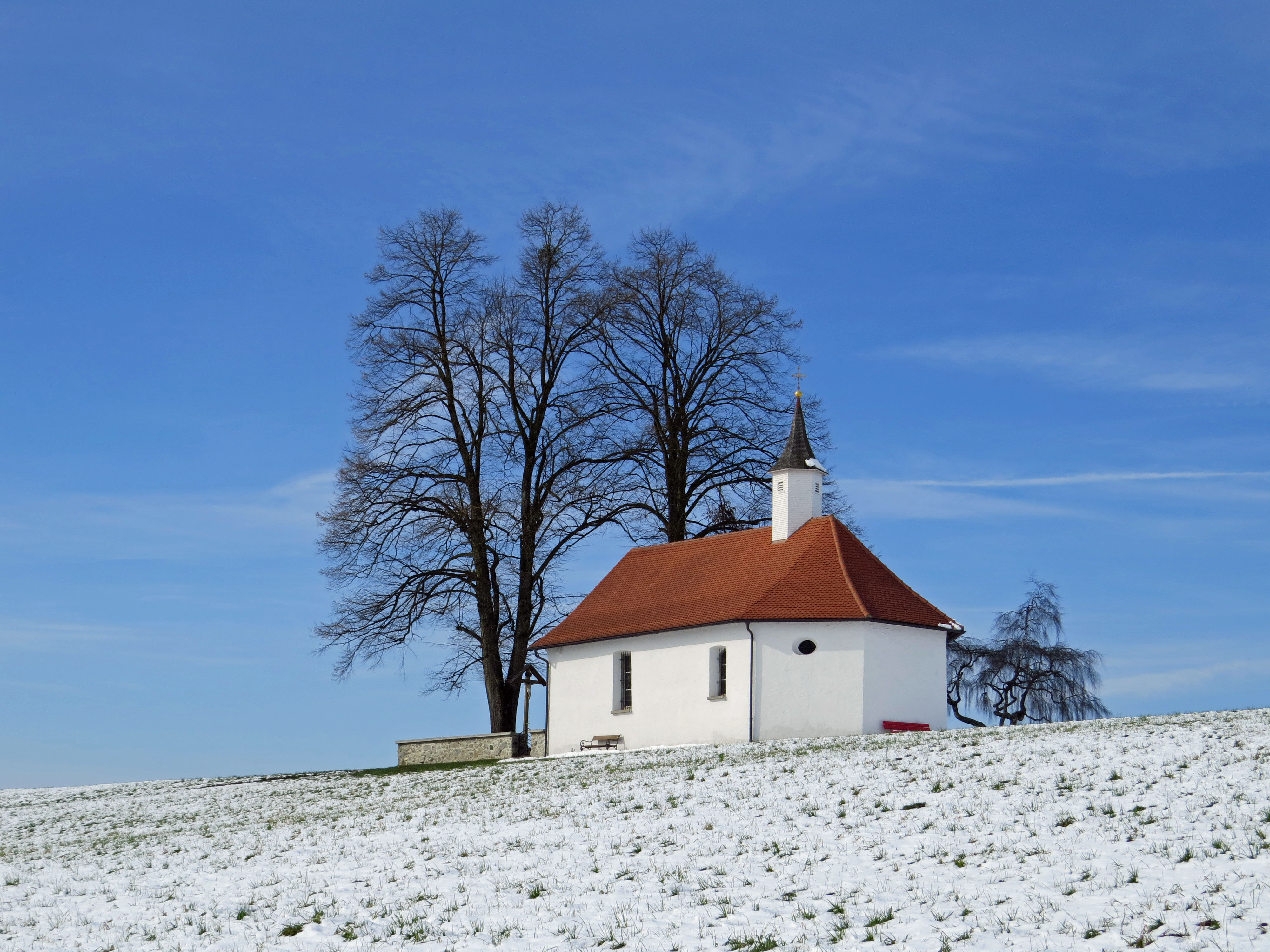
St. Antonius von Padua, Hergensweiler

Die römisch-katholische Kapelle St. Antonius von Padua steht außerhalb des Ortes im ehemaligen Pestfriedhof von Hergensweiler, einer Gemeinde im schwäbischen Landkreis Lindau (Bodensee) in Bayern. Das Bauwerk ist in der Liste der Baudenkmäler in Hergensweiler als Baudenkmal unter der Nr. D-7-76-115-5 eingetragen.

## Beschreibung
Die Kapelle wurde 1682 erbaut. Die Saalkirche besteht aus einem Langhaus mit dreiseitigem Schluss im Nordosten. Dem Satteldach des Langhauses wurde 1725 nahe dem Abschluss ein sechseckiger Dachreiter aufgesetzt, der den Glockenstuhl beherbergt, und der mit einem spitzen Helm bedeckt wurde. 
Der Altar stammt aus der Erbauungszeit. Auf dem Altarretabel wurde Antonius von Padua dargestellt. Auf dem Altarauszug befindet sich ein Relief, auf dem der heilige Sebastian zu sehen ist.
In der Kapelle feiert die evangelische Kirchengemeinde St. Verena Versöhnerkirche aus Lindau alle 14 Tage einen Gottesdienst.